# Jonathan Cake
Pour les articles homonymes, voir Cake.
Jonathan Cake, né le 31 août 1967 à Worthing dans le Sussex de l'Ouest en Angleterre, est un acteur anglais.

## Biographie
Né le 31 août 1967 à Worthing dans le Sussex de l'Ouest en Angleterre, Jonathan James Cake mesure 1,91 m. Il est marié à l'actrice américaine Julianne Nicholson. Ils ont un fils, Ignatius né en septembre 2007 et une fille, Phoebe Margaret née le 30 avril 2009.
Il a commencé sa carrière en jouant dans plusieurs téléfilms et séries télévisées. Puis a obtenu des rôles dans quelques films. 
C'est en 2005, qu'il décroche le rôle de Tyrannus dans la série télévisée Empire, ce qui lui permet d'être davantage reconnu.
En 2009, il interprète l'agent Cole Barker dans la série Chuck. 
Au début de 2011, Jonathan Cake a rejoint la série télévisée Desperate Housewives, où il interprète Chuck, un agent de police qui va tomber amoureux de Bree Van de Kamp pour 4 épisodes. Son personnage va devenir un rôle récurrent jusque dans la huitième et dernière saison.

## Filmographie

### Cinéma
- 1995 : Lancelot, le premier chevalier : Sir Gareth
- 1996 : True Blue : Patrick Conner
- 1998 : The Truman Show : figurant
- 2000 : Honest : Andrew Pryce-Stevens
- 2002 : The One and Only : Sonny
- 2008 : Brideshead Revisited : Rex Mottram
- 2010 : Krews : Peter Spanbauer

### Télévision

#### Téléfilms
- 1994 : Carrott U Like : rôle inconnu
- 1996 : Nightlife : Avocat
- 1996 : The Girl : Ned Ridley
- 1996 : Wings the Legacy : Steve
- 1997 : Cows : Rex Johnson
- 1997 : Rebecca : Jack Favell
- 1998 : Un amour inattendu : Regan Montana
- 1999 : L'Arche de Noé : Japhet
- 1999 : The Bench : Wayne
- 2002 : The Swap (en 2 parties) : Charles Anderson
- 2003 : Riverworld, le monde de l'éternité : Néron
- 2003 : Out of the Ashes (en) : Dr Mengele
- 2004 : À découvert : Jason Shepherd
- 2005 : The Government Inspector : Alastair Campbell
- 2007 : The Mastersons of Manhattan : Marshall Crawford
- 2009 : Captain Cook's Extraordinary Atlas : Bishop

#### Séries télévisées
- 1993 : La Rédac : Ed (1 épisode)
- 1994 : Frank Stubbs Promotes : Jerome (1 épisode)
- 1995 : Goodnight Sweetheart : Ludo (1 épisode)
- 1995 : Degrees of Error : Gareth (3 épisodes)
- 1996 : Grange Hill : Ewan (2 épisodes)
- 1996 : Cold Lazarus : Nat (2 épisodes)
- 1996 : The Tenant of Wildfell Hall : Hattersley (3 épisodes)
- 1996 : Mister Fowler, brigadier-chef : Stallion (1 épisode)
- 1997 : Jonathan Creek : Manifestant hippie (1 épisode)
- 1997 : A Dance to the Music of Time : Peter Temple (3 épisodes)
- 1998 : Mosley : Oswald « Tom » Mosley (4 épisodes)
- 1998 : Soupçons : George Brunos (4 épisodes)
- 2001 : Dr. Terrible's House of Horrible : Randolph Cleveland (1 épisode)
- 2002 : Emma Brody : Jack Wellington (2 épisodes)
- 2004 : Hercule Poirot : John Christow (épisode Le Vallon)
- 2005 : Inconceivable : Dr Malcolm Bowers (1 épisode)
- 2005 : Empire : Tyrannus
- 2006 : Extras : Steve Sherwood (1 épisode)
- 2006-2007 : Six Degrees : Roy (5 épisodes)
- 2008 : New York, section criminelle : Colin (2 épisodes)
- 2009 : Chuck : agent Cole Barker (saison 2, épisodes 15 et 16)
- 2009 : New York, police judiciaire : Marcus Woll (2 épisodes)
- 2010 : Miss Marple : Le Cheval pâle (The Pale Horse) : Mark Easterbrook
- 2011 : Off the Map : Urgences au bout du monde : Lames de fond : Angus Sinclair
- 2011-2012 : Desperate Housewives : Chuck Vance (12 épisodes)
- 2011 : Rizzoli and Isles : Entreprise familiale (saison 2, épisode 8) : Dr Ian Faulkner
- 2012 : The Killing (US) : La Clé du mensonge (saison 2, épisode 9) :  David Rainer
- 2013 : Meurtres au paradis : Daniel Morgan (saison 2, épisode 4 : Le Secret du pirate)
- 2016 : Angie Tribeca : Nafan (saison 1, épisode 9)
- 2016 : Esprits criminels : John Bradley (saison 11, épisode 16)
- 2016 : New York, unité spéciale : Monseigneur Mulregan (2 épisodes)
- 2016 : Camping (en) : Adam  (6 épisodes)
- 2016-2017 : The Affair : Furkat (3 épisodes)
- 2019 : Grey’s Anatomy : Griffin Ford (saison 16, épisode 17)
- 2021-2022 : Stargirl : * Richard Swift / The Shade (14 épisodes)
- 2022 : Five Days at Memorial : Vincent Pou
- 2025 : and just like that : le voisin : saison 3 episode 5
- 2026 : Kill Jackie